# Сборная Беларуси по футболу (до 17 лет)
Сборная Беларуси по футболу до 17 лет представляет Беларусь на турнирах среди игроков соответствующей возрастной категории. Главным тренером является Александр Юревич (с января 2020).

## Результаты выступлений

### Чемпионаты Европы
Чемпионат Европы по футболу для юношей до 16 лет
- 1993 — не участвовала
- 1994 — четвертьфинал

Состав: Владимир Гаев, Сергей Бекиш; Андрей Лукашевич, Игорь Балин, Михаил Вавилов, Вадим Кириленко, Вадим Нарушевич, Дмитрий Лихтарович, Александр Баранов, Дмитрий Капельян, Иван Табола, Алексей Новицкий, Владимир Игнатик, Игорь Осипенко, Дмитрий Гаврилович, Николай Рындюк. Тренер — Юрий Пышник.
- 1995 — не квалифицировалась
- 1996 — не квалифицировалась
- 1997 — не квалифицировалась
- 1998 — не квалифицировалась
- 1999 — не квалифицировалась
- 2000 — не квалифицировалась
- 2001 — не квалифицировалась

Чемпионат Европы по футболу для юношей до 17 лет
- 2002 — не квалифицировалась
- 2003 — не квалифицировалась
- 2004 — не квалифицировалась
- 2005 — групповой этап

Состав: Игорь Хомляк, Егор Хаткевич; Александр Петров, Игорь Карпович, Игорь Лисица, Егор Филипенко, Юрий Остроух, Олег Веретило, Алексей Шпилевский, Михаил Сиваков, Антон Бубнов, Алексей Звонков, Владимир Сафранков, Дмитрий Рекиш, Станислав Драгун, Сергей Кислый, Александр Колоцей, Андрей Кухарёнок. Тренер — Пётр Михеев.
- 2006 — не квалифицировалась
- 2007 — не квалифицировалась
- 2008 — не квалифицировалась
- 2009 — не квалифицировалась
- 2010 — не квалифицировалась
- 2011 — не квалифицировалась
- 2012 — не квалифицировалась
- 2013 — не квалифицировалась
- 2014 — не квалифицировалась
- 2015 — не квалифицировалась

Состав: Дмитрий Калинейко
- 2016 — не квалифицировалась
- 2017 — не квалифицировалась
- 2018 — не квалифицировалась
- 2019 — не квалифицировалась

## Текущий состав сборной
| №             | Игрок                 | Дата рождения (возраст)  | Клуб              |
| Вратари       | Вратари               | Вратари                  | Вратари           |
| ------------- | --------------------- | ------------------------ | ----------------- |
|               | Никита Матысюк        | 29 мая 2007 (18 лет)     | Академия АБФФ     |
|               | Кирилл Бутевич        | 19 января 2007 (18 лет)  | Динамо (Минск)    |
|               | Даниил Котов          | 17 февраля 2007 (18 лет) | Шахтёр (Петриков) |
| Защитники     |                       |                          |                   |
|               | Павел Апетёнок        | 21 марта 2007 (18 лет)   | Динамо (Минск)    |
|               | Максим Аутко          | 8 августа 2007 (17 лет)  | Академия АБФФ     |
|               | Артём Стануль         | 4 января 2007 (18 лет)   | Академия АБФФ     |
|               | Владислав Кибак       | 5 сентября 2007 (17 лет) | Центр футбола     |
|               | Станислав Казмерчук   | 3 февраля 2007 (18 лет)  | Минск             |
|               | Дмитрий Леонтюк       | 8 марта 2007 (18 лет)    | Динамо (Минск)    |
|               | Артём Акатов          | 21 июля 2007 (17 лет)    | Центр футбола     |
|               | Глеб Середа           | 3 мая 2007 (18 лет)      | Академия АБФФ     |
|               | Тимофей Ткачёв        | 24 февраля 2007 (18 лет) | Академия АБФФ     |
| Полузащитники |                       |                          |                   |
|               | Артём Грабцевич       | 9 апреля 2007 (18 лет)   | Динамо (Минск)    |
|               | Глеб Мишин            | 14 февраля 2007 (18 лет) | Центр футбола     |
|               | Илья Селезнёв         | 22 мая 2007 (18 лет)     | Шахтёр (Петриков) |
|               | Владимир Скомаровский | 2 февраля 2007 (18 лет)  | Академия АБФФ     |
|               | Павел Безруков        | 23 июня 2007 (18 лет)    | Академия АБФФ     |
|               | Даниил Галята         | 2 февраля 2007 (18 лет)  | Энергетик-БГУ     |
|               | Сергей Живушко        | 29 января 2007 (18 лет)  | Академия АБФФ     |
| Нападающие    |                       |                          |                   |
|               | Денис Овсянников      | 1 марта 2007 (18 лет)    | Академия АБФФ     |
|               | Прохор Струк          | 20 апреля 2007 (18 лет)  | Академия АБФФ     |
|               | Богдан Гусев          | 20 января 2007 (18 лет)  | Академия АБФФ     |
|               | Александр Держинский  | 6 марта 2007 (18 лет)    | Академия АБФФ     |
|               | Владислав Пулькач     | 13 марта 2007 (18 лет)   | Витебск           |
|               | Илья Губаревич        | 17 апреля 2007 (18 лет)  | Академия АБФФ     |